# استان باریسال
نام استانی در جنوب کشور بنگلادش است.
قبلاً به آن باکرگانی (Bakerganj)گفته می‌شد و از سال ۱۹۹۳ یکی از شش استان کشور بنگلادش می‌باشد .
این ایالت بین دو رود گنگ و رود آریال خان قرار گرفته‌است.
این استان تحت کنترل خانواده روی چادوری می‌باشد .
از محصولات عمده این استان برنج و حبوبات است و چند صنعت نساجی و شیرینی پزی و تولید محصولات دارویی در این ایالت نیز رواج دارد.
این استان با استان داکا ۱۱۷ کیلومتر فاصله دارد.

## استان باریسال
- مساحت:۱۳۲۹۷ کیلومتر مربع
- جمعیت: ۷٫۷۵۷٫۰۰۰
- شهرستان ها: برگونه، بریسال، بولا، پتوکالی، پیروج‌پور، جلوکاتی